# Psalisodes dimorpha
Psalisodes dimorpha är en fjärilsart som beskrevs av Sergius G. Kiriakoff 1968. Psalisodes dimorpha ingår i släktet Psalisodes och familjen tandspinnare. Inga underarter finns listade i Catalogue of Life.